# 天山网
天山网于2001年12月18日正式开通，是由新疆维吾尔自治区党委宣传部主办，新疆维吾尔自治区人民政府新闻办公室主管，新疆维吾尔自治区互联网新闻中心承办的新闻网站。以中文、俄文、维吾尔文、英文、哈萨克文等多语种刊登新疆地区新闻。